# Resolução 315 do Conselho de Segurança das Nações Unidas
A Resolução 315 do Conselho de Segurança das Nações Unidas, foi uma Resolução do Conselho de Segurança adotada pelas Nações Unidas em 15 de junho de 1972, após reafirmar resoluções anteriores sobre o assunto, e observar desenvolvimentos encorajadores recentes, o Conselho estendeu o estacionamento em Chipre da Força das Nações Unidas para Manutenção da Paz no Chipre por um novo período, agora terminando em 15 de dezembro de 1972. O Conselho exortou também as partes directamente interessadas a continuarem a agir com a maior contenção e a cooperar plenamente com a força de manutenção da paz.
A resolução foi aprovada com 14 votos a favor; a República Popular da China se absteve .